# Stanica
Stanica, německy Stanitz a do roku 2001 Stanice, je vesnice ve gmině Pilchowice v okrese Gliwice v Horním Slezsku v jižním Polsku. Nachází se také v geomorfologickém celku Płaskowyż Rybnicki v krajinném parku Park Krajobrazowy Cysterskie Kompozycje Krajobrazowe Rud Wielkich a ve Slezském vojvodství.

## Význam názvu
Název Stanica znamená zastávka a také povinnost poskytnout pohostinství panovnickému dvoru.

## Historie a popis
První známá písemná zmínka pochází z roku 1258, kdy Stanica patřila blízkému cisterciáckému klášteru v Rudách. V roce 1742 připadla obec s většinou Slezska Prusku. Pozdně barokní kostel sv. Martina byl postaven v letech 1800-1804 a pozdně barokní kaple také pochází z 19. století. V roce 1834 získal vesnici německý šlechtický rod Hohenlohe-Waldenburg-Schillingsfürst. Je zde zbudovaná zastávka úzkorozchodné železniční trati. Po rozdělení Slezska v roce 1922 zůstala Stanica v německé Výmarské republice. V roce 1936 získala vesnice, v rámci přejmenovávání v nacistickém Německu, název Standorf. V roce 1945 přešla dosud německá obec pod polskou správu. V letech 1975-1998 patřila obec administrativně pod již zaniklé Katovické vojvodství. Stanica je sídlem sołectwa.

### Turistika
Vesnicí prochází turistická trasa Szlak Husarii Polskiej a také cyklostezky.

## Významní občané
- Waldemar Józef Matysik (*1961) - polský fotbalista, který získal 3. místo na Mistrovství světa ve fotbale 1982.

## Galerie

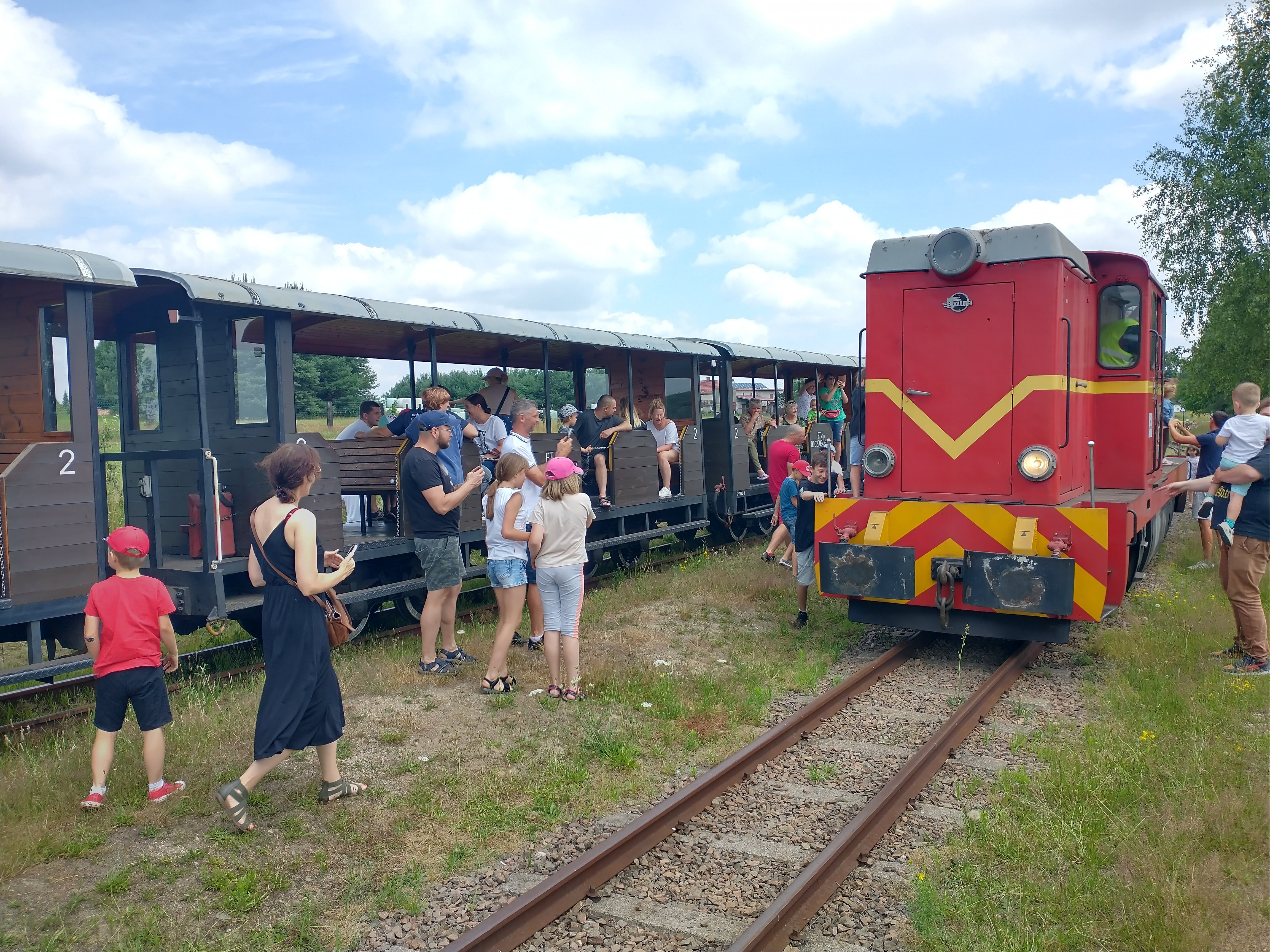
Úzkorozchodná železniční trať
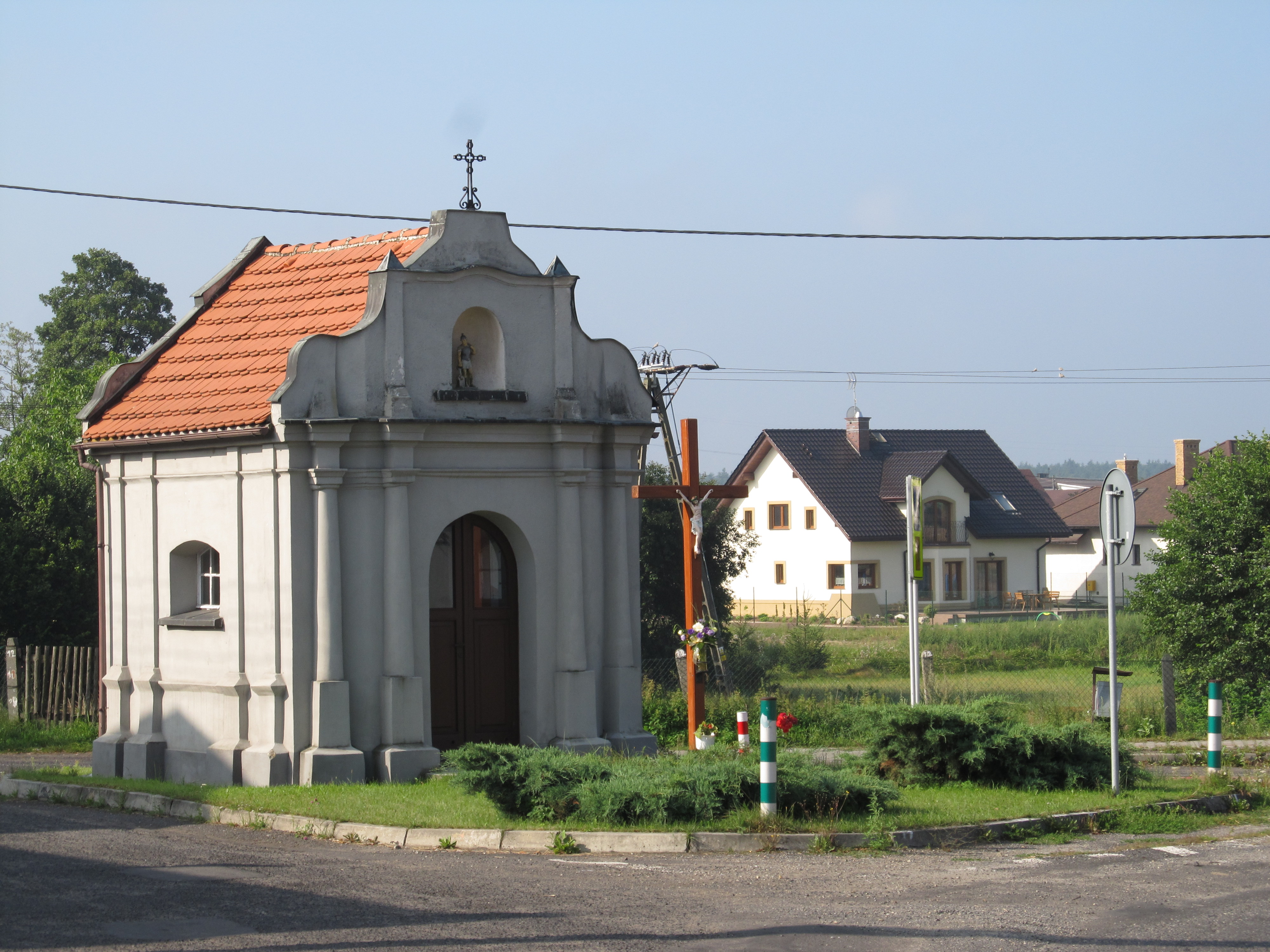
Kaple u cesty
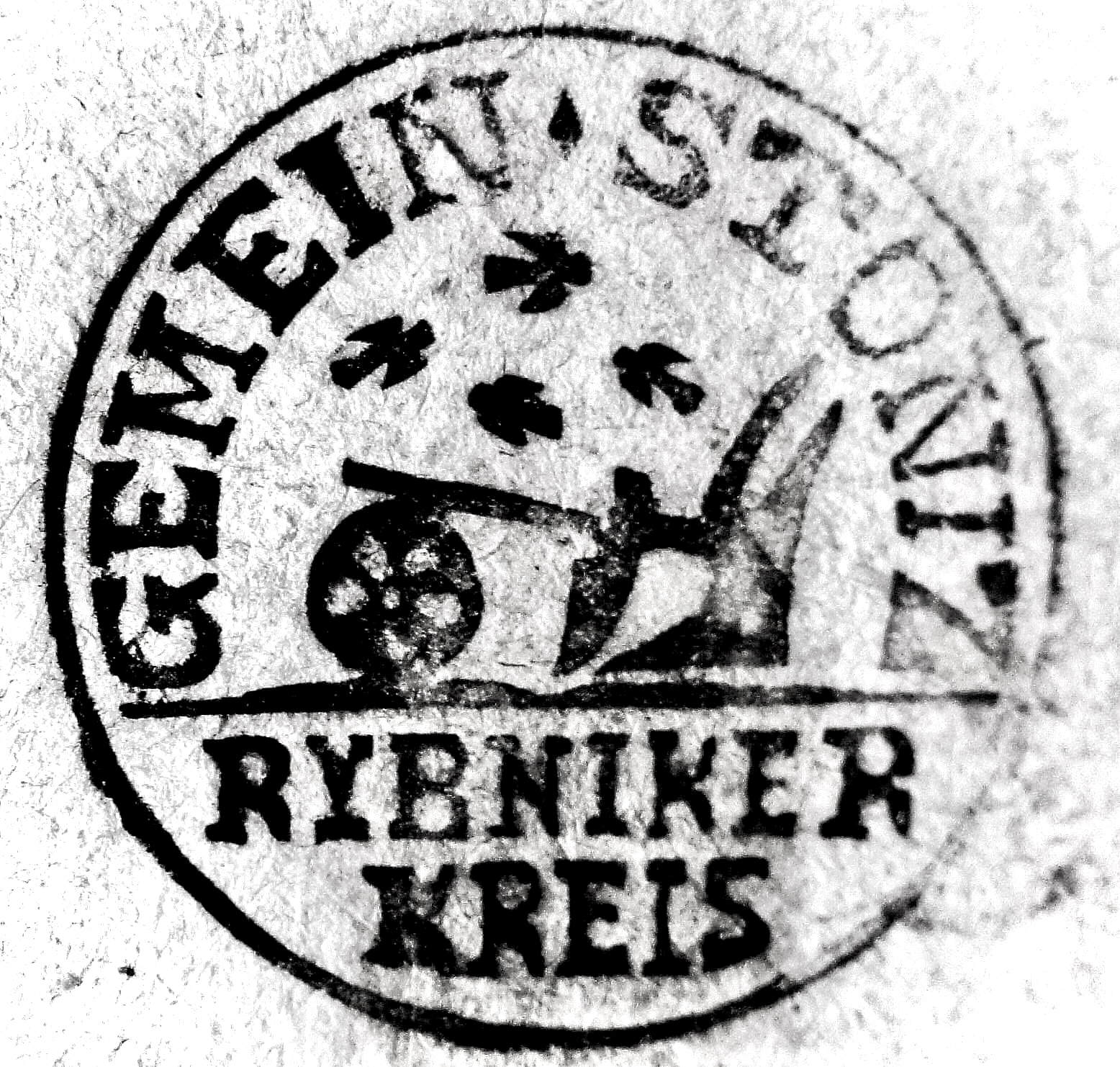
Historické razítko